# Autovía GR-16
La GR-16 o Autovía de Acceso Este al Puerto de Motril, en la provincia de Granada (España), es una autovía urbana de la Costa Granadina que une la autovía  A-7  (salida 336) y el  Puerto de Motril .
Desde el enlace con la  N-340  hasta el  Puerto de Motril  no tiene características de autovía, sino de carretera, ya que tiene un solo carril por sentido.
Fue inaugurada el 29 de marzo de 2014, junto con el tramo de la  A-7  "Puntalón-Motril"

## Características
Además del enlace de Motril con la  A-7 , se han construido dos enlaces más: El denominado enlace de El Puntalón (Motril), con la carretera  GR-5209 , y el enlace con la carretera  N-340  al final del tramo de doble calzada.
En cuanto a obras singulares, en este tramo destaca la construcción de un viaducto doble de 126 metros para salvar el enlace con la carretera  GR-5209 , un viaducto de 126 m para salvar la carretera  N-340 , además de 4 pasos inferiores y 2 pasos superiores.

## Subtramos
- Entre el enlace de la A-7 de “Motril – Puerto de Motril” y la carretera N-340 : 
 Se trata de un tramo de 2,0 kilómetros formado por dos calzadas de 7,00 metros, con dos carriles por sentido, arcenes exteriores de 2,50 m e interiores de 1,00 m, separadas por una mediana de 3 m.
- Entre la carretera N-340 y el puerto de Motril : 
 Se trata de un tramo de 1300 metros de carretera con una única calzada de 7,00 m, con un carril por sentido, dotada de arcenes de 1,5 m, que finaliza en una glorieta de conexión con el viario del puerto.

## Recorrido

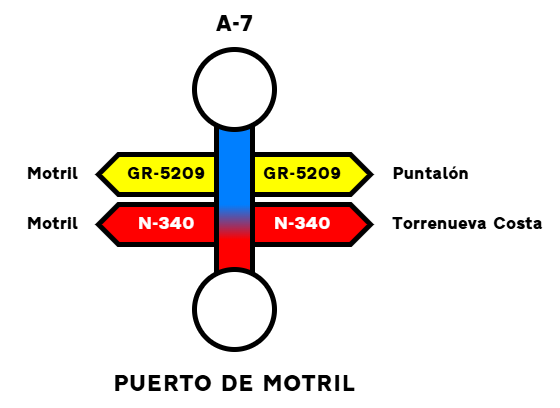
Itinerario de la GR-16

| Velocidad | Esquema | Salida | Sentido A-7 (descendente)                              | Sentido Puerto de Motril (ascendente) | Carretera              |
| --------- | ------- | ------ | ------------------------------------------------------ | ------------------------------------- | ---------------------- |
|           |         | 0      | Rotonda                                                | Inicio GR-16                          | A-7 GR-16              |
|           |         | 1      | Motril Puntalón                                        | Motril Puntalón                       | GR-5209                |
|           |         | 2      | Torrenueva Motril                                      | Torrenueva Málaga                     | N-340                  |
|           |         |        | GR-16 N-340 Torrenueva // Motril A-7 Almería // Málaga | GR-16 Puerto de Motril                | GR-16                  |
|           |         | 3      | Inicio GR-16                                           | Rotonda Puerto de Motril              | GR-16 Puerto de Motril |